# Coenocharopa aculeata
Coenocharopa aculeata är en snäckart som först beskrevs av Hedley 1899.  Coenocharopa aculeata ingår i släktet Coenocharopa och familjen Charopidae. Inga underarter finns listade i Catalogue of Life.